# Pagode baiano
Pagode baiano es un género musical brasileño creado en Salvador, Bahía, que surgió de la mezcla de samba-reggae y pagoda, cuya principal diferencia es la inclusión de la percusión, un ritmo más rápido y generalmente acompañado de coreografías. Al ser un género de origen bahiano, se confunde erróneamente con la música axé, principalmente porque ambos estilos son "fiebre" en Brasil entre las décadas de 1990 y 2000.

## Origen y principales artistas
Creado a principios de la década de 1990, el género fue impulsado a nivel nacional en 1995 con el fenómeno de É o Tchan, teniendo como precursores a grupos como Harmonia do Samba, Gera Samba, Terra Samba, Companhia do Pagode y Gang do Samba. A fines de la década de 1990, a pesar del nombre de la pagoda “bahiana”, surgieron grupos enfocados en el estilo en otras partes del país, como Tchakabum de Río y Axé Blond de São Paulo.

## Características y estilo
Es un ritmo bahiano, proveniente del samba-reggae, la samba de roda Recôncavo Baiano (y sus variaciones), la samba duro y los ritmos del Candomblé, caracterizado por líneas melódicas y percusiones llamativas con énfasis en el timbre, que juega con el acento característico de la canción. La pagoda bahiana también utiliza instrumentos de samba como pandereta y cavaquinho. Se diferencia del axé, que se suele tocar con guitarra, batería y vientos de madera.
A principios de la década de 2000, el estilo musical se adaptó con influencias de la música electrónica, dando lugar así a la rama swingueira. El género es generalmente criticado por razones morales, ya que sus letras suelen tener una fuerte connotación de naturaleza sexual o sexualización de cuerpos.